# Isabelle Spennato-Lamour
Isabelle Spennato-Lamour, née Spennato le 17 mars 1965 à Lyon (France) est une dentiste et escrimeuse française. Elle est présidente de la fédération française d'escrime de 2013 à 2020.
Membre de l'équipe de France de fleuret de 1985 à 1995, elle prend part aux Jeux olympiques d'été de 1988 à Séoul et à ceux de 1992 à Barcelone.
En mai 2013, elle est élue membre du conseil d'administration du Comité national olympique et sportif français. En mai 2017, elle est candidate pour devenir la présidente du CNOSF mais c'est Denis Masseglia qui est réélu pour un troisième mandat. Il s'est imposé avec 556 voix contre 385 à Isabelle Spennato et 54 à David Douillet.

## Situation personnelle

### Origines
Isabelle Jeanne Monique Spennato naît le 17 mars 1965 à Lyon, dans la circonscription départementale du Rhône, en métropole de Lyon.

### Vie privée
Elle est mariée à Jean-François Lamour, escrimeur et homme politique.

## Distinctions

### Décorations françaises
- Chevalière de la Légion d'honneur, juillet 2015[3].